# یولیوس بیلیک
یولیوس بیلیک (انگلیسی: Július Bielik؛ زادهٔ ۸ مارس ۱۹۶۲) بازیکن و مربی فوتبال اهل چکسلواکی بود.
از باشگاه‌هایی که در آن بازی کرده‌است می‌توان به باشگاه فوتبال اسپارتاک ترناوا، باشگاه فوتبال سانفریس هیروشیما و باشگاه فوتبال اسپارتا پراگ اشاره کرد.